# Incestophantes altaicus
Incestophantes altaicus là một loài nhện trong họ Linyphiidae.
Loài này thuộc chi Incestophantes. Incestophantes altaicus được Andrei V. Tanasevitch miêu tả năm 2000.